# 21 Questions
21 Questions (z ang. 21 pytań) – czwarty singel amerykańskiego rapera 50 Centa. Gościnnie występuje piosenkarz R&B oraz raper Nate Dogg. Utwór został napisany przez 50 Centa, K. Risto, J. Camerona, i V. Camerona na debiutancki album Curtisa Get Rich or Die Tryin’ (2003).
Został zatwierdzony jako potrójna platyna przez RIAA i jako platyna przez ARIA.

## Lista utworów
1. 21 Questions (album version)
2. Soldier (50 Cent & G-Unit freestyle)
3. 21 Questions (live from New York)
4. 21 Questions (video)

## Oficjalna wersja
1. 21 Questions (Album Version) / (Album Version - Explicit)
2. 21 Questions (Live from New York)
3. 21 Answers

## Notowania
| Notowanie (2003)                                | Kraj              | Najwyższa pozycja |
| ----------------------------------------------- | ----------------- | ----------------- |
| ARIA Charts                                     | Australia         | 1                 |
| Ö3 Austria Top 40                               | Austria           | 1                 |
| Belgian Singles Chart                           | Belgia            | 3                 |
| Canadian Singles Chart                          | Kanada            | 5                 |
| Danish Singles Chart                            | Dania             | 18                |
| Dutch Singles Chart                             | Holandia          | 4                 |
| Finnish Singles Chart                           | Finlandia         | 7                 |
| Syndicat National de l'Édition Phonographique   | Francja           | 6                 |
| Media Control Charts                            | Niemcy            | 35                |
| Irish Singles Chart                             | Irlandia          | 2                 |
| New Zealand Singles Chart                       | Nowa Zelandia     | 2                 |
| VG-lista                                        | Norwegia          | 3                 |
| Sverigetopplistan                               | Szwecja           | 4                 |
| Swiss Singles Chart                             | Szwajcaria        | 3                 |
| UK Singles Chart                                | Wielka Brytania   | 6                 |
| U.S. Billboard Hot 100                          | Stany Zjednoczone | 1                 |
| U.S. Billboard Top 40 Mainstream                | Stany Zjednoczone | 1                 |
| U.S. Billboard Hot R&B/Hip-Hop Singles & Tracks | Stany Zjednoczone | 1                 |
| U.S. Billboard Hot Rap Tracks                   | Stany Zjednoczone | 1                 |